# Bambara (Kiembara)
Pour les articles homonymes, voir Bambara (homonymie).
Bambara est une commune située dans le département de Kiembara de la province du Sourou au Burkina Faso.